# 石田光
石田光（日语：／ Ishida Hikari，1972年5月25日—），本名訓霸光，舊姓石田，是日本女演員。日本亞細亞大學畢業。其姊石田百合子也是演員。

## 來歷
石田光在東京誕生，雙親都是轉勤族(因公司規模經常調任榮轉於國內外相關機構之上班族)，3歲時在兵庫縣西宮市。就讀小學時，隨著在日本郵船工作的父親，於台灣度過數年，其間學會游泳，並曾在游泳大會取得優勝，報紙也曾經報導。歸國後，開始演藝活動。

## 出演作品

### 電視劇
- 花之飛鳥組!（1988年4月11日 - 9月26日、富士電視台）- 飾演 香月はるみ
- 摩登媽咪（1989年7月3日 - 9月18日、TBS）- 飾演 水谷恵美
- 野心國度 嵐之章（1989年10月28日 - 1990年2月24日、NHK）- 飾演 菊
- 小南的情人（1990年4月28日、TBS）- 飾演 堀切ちよみ
- PA三人組（1991年10月18日 - 12月20日、TBS）- 飾演 小林あかね
- 惡女（1992年4月18日 - 6月27日、讀賣電視台）- 初主演：田中麻理鈴
- 愛情白皮書（1993年10月11日 - 12月20日、富士電視台）-  主演：園田なるみ
- 在燦爛的季節（1995年4月20日 - 6月29日、富士電視台）-  主演：藤谷果菜子
- 讓你們結婚吧（日语：結婚しようよ_(テレビドラマ)）（我們結婚吧）（1996年4月11日 - 6月27日、TBS）- 飾演 唯川美羽
- 德川慶喜（1998年1月4日 - 12月13日、NHK「大河劇」）- 飾演 德川美賀
- 浪花金融道パート3（1998年1月5日、富士電視台）- 飾演 みどり
- Love Again（1998年4月16日 - 6月11日、TBS）- 飾演 吉野美月
- 水曜日的愛情（2001年10月10日 - 12月19日、富士電視台）- 飾演 天地操
- 紙牌女王（2003年1月6日 - 30日、NHK）- 主演：倉田春香
- Beginners!（2012年7月 - 9月、TBS）- 飾演 竜崎美咲
- LAST HOPE（2013年1月 - 3月、富士電視台）- 飾演 坂崎多惠
- 太陽的陷阱（2013年11月 - 12月、NHK）- 飾演 結城利香
- 掟上今日子的備忘錄（2015年11月28日、日本電視台）- 飾演 搜查一課長夫人（第8話）
- Specialist 第1話（2016年1月14日、朝日電視台） - 飾演 新宮司朱子
- 被討厭的勇氣 第1話（2017年1月12日、富士電視台） - 飾演 植村彩子
- 閣樓戀人（2017年6月3日 - 7月22日、東海電視台・富士電視台） - 主演：西條衣香
- 現在開始威脅你（2017年10月15日 - 12月17日、日本電視台） - 飾演 金坂七海
- SUITS 第9話（2018年12月3日、富士電視台） - 飾演 華村百合
- 我的初戀情人（2019年1月19日 - 3月2日、朝日電視台） - 飾演 垣野内えみ
- 監察醫 朝顏（富士電視台）- 飾演 萬木里子
  - 第一季（2019年7月8日 - 9月23日）
  - 第二季（2020年11月2日 - 2021年3月22日）
- Doctor-Y～外科醫·加地秀樹～（2019年10月6日、朝日電視台） - 飾演 古屋早苗
- 今日的貓村小姐（2020年4月9日 - 9月17日、東京電視台） - 飾演 村田的太太
- 極道主夫 第8話（2020年11月29日、讀賣電視台・日本電視台） - 飾演 福田
- 最強名醫 2021新春特別篇（2021年1月10日、朝日電視台） - 飾演 花村玲子
- 心動迎戰Song！ 第2話 - 最終話（2022年1月18日－3月15日、TBS）- 飾演 杉野葉子
- 惡女～誰說工作很遜？（2022年4月13日－6月15日、日本電視台）- 飾演 夏目聰子
- 警視廳局外人（2023年1月5日－3月2日、朝日電視台）- 飾演 水木真由
- 稅調～「繳不了稅」是有原因的～（2023年10月14日－12月23日、日本電視台）- 飾演 日比野みのり
- Destiny（2024年4月9日－6月4日、朝日電視台）- 飾演 西村悠子
- 那孩子的孩子（2024年6月25日－9月17日、關西電視台・富士電視台）- 飾演 川上晴美
- 全領域異常解決室 第7話・第8話（2024年11月20日・27日、富士電視台）- 飾演 佃未世
- 週末旅的極意2 ～家人既在身邊又在遠方～（2025年1月10日－2月28日、東京電視台）-  主演：山岡優子
- （2025年4月14日－、富士電視台）- 飾演 早田律子

### 電影
- 愛情夢幻號 - 飾演 方紅葉
- 星籠之海 - 飾演 瀧澤加奈子
- 藍色時期 - 飾演 矢口真理惠

## 關連項目
- Jimmy大西

## 脚注
1. ↑   (PDF). 西宮市政ニュース (西宮市). 2004, (2004年1月1日号). （原始内容 (PDF)存档于2014年4月29日）.

## 外部連結
- 「まあるい生活」（オフィシャル・サイト）
- 經紀公司個人介紹 （页面存档备份，存于）
- 石田光的Instagram帳戶